# Домбровиці-Ченсцьове
Домбровиці-Ченсцьове (пол. Dąbrowice Częściowe) — село в Польщі, у гміні Костелець Кольського повіту Великопольського воєводства.
Населення — 179 осіб (2011).
У 1975-1998 роках село належало до Конінського воєводства.

## Демографія
Демографічна структура станом на 31 березня 2011 року:
|          | Загалом | Допрацездатний вік | Працездатний вік | Постпрацездатний вік |
| -------- | ------- | ------------------ | ---------------- | -------------------- |
| Чоловіки | 95      | 26                 | 59               | 10                   |
| Жінки    | 84      | 19                 | 42               | 23                   |
| Разом    | 179     | 45                 | 101              | 33                   |